# Wareru

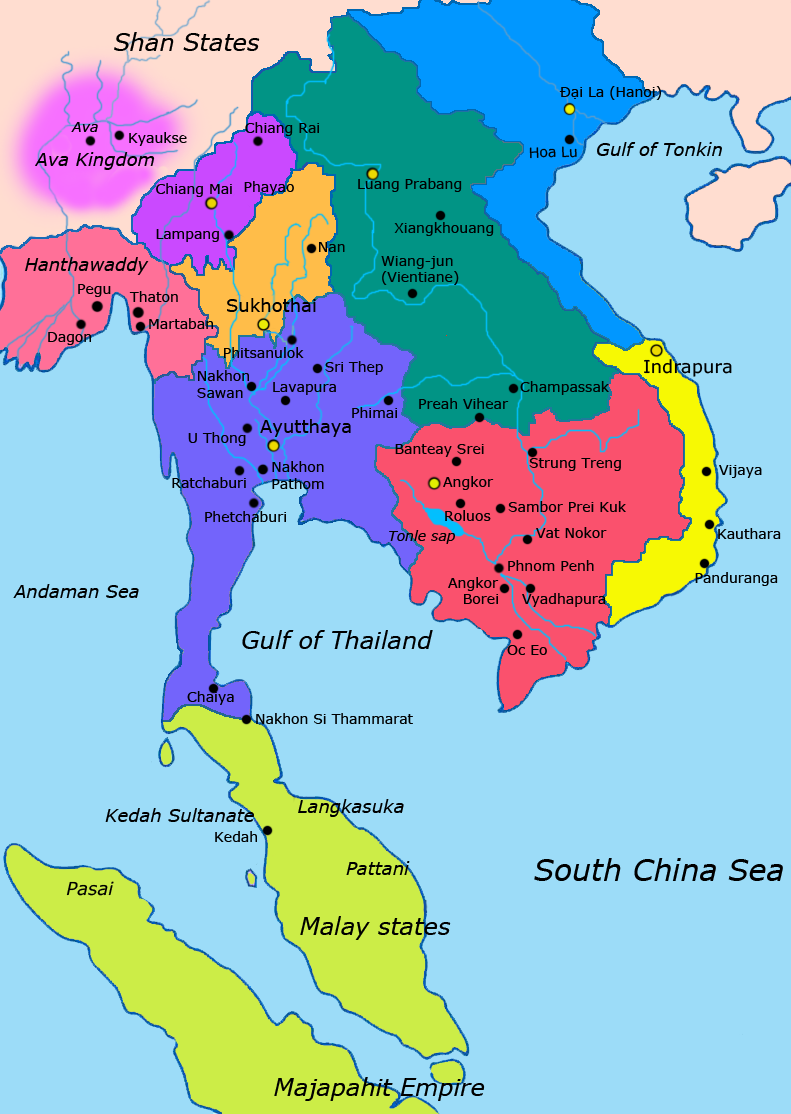
1400CE Mon kingdom

Wareru (tiếng Miến Điện: ဝါရီရူး, phát âm [wàɹíjú]; 1253–1307) là người sáng lập Vương quốc Ramanya tại Hạ Miến ngày nay. Vương quốc được gọi phổ biến hơn là Vương quốc Hanthawady Pegu (Bago), hoặc chỉ là Pegu dù kinh đô đầu tiên của vương quốc là Martaban (Mottama). Nhờ sử dụng các kỹ năng ngoại giao và quân sự, ông lập ra một vương quốc cho người Mon tại Hạ Miến sau khi Đế quốc Pagan sụp đổ vào năm 1287. Wareru trên danh nghĩa là chư hầu của bố vợ-Quốc vương Ram Khamhaeng của Sukhothai (thuộc Thái Lan ngày nay), và chư hầu của nhà Nguyên. Ông đẩy lui thành công các cuộc tấn công của ba anh em thủ lĩnh người Shan xứ Myinsaing (thuộc miền trung Myanmar ngày nay) vào năm 1287 và 1294.
Wareru bị các cháu ngoại của mình ám sát vào năm 1307, người kế vị ông là em trai Hkun Law. Thành tựu lớn nhất trong thời gian ông trị vì là bổ nhiệm một ủy ban để biên soạn bộ luật sớm nhất còn giữ được của Myanmar;:210 và thành lập vương quốc thịnh vượng gần hai thế kỷ rưỡi của người Mon.

## Tên gọi
Tên tiếng Môn của ông là Magadu (tiếng Thái: มะกะโท, RTGS: Makatho, phát âm tiếng Thái: [mä˥.kä˩.tʰoː˧]), còn tước hiệu tiếng Shan được ghi là Wa Row (IPA: /waraʊ/; tiếng Thái: วาโร, RTGS: Waro, phát âm tiếng Thái: [wäː˧.roː˧]), là nguồn gốc của tên Wareru.
Tên của ông cũng được ghi trong tiếng Thái là Chao Farua (เจ้าฟ้ารั่ว, "Chúa Farua", phát âm tiếng Thái: [t͡ɕäːw˥˩ fäː˥.ruːä˥˩]) hoặc Phrachao Farua (พระเจ้าฟ้ารั่ว, "Thánh chủ Farua", phát âm tiếng Thái: [pʰrä˥.t͡ɕäːw˥˩ fäː˥.ruːä˥˩]).:205–206 Các văn kiện lịch sử Thái Lan ghi rằng Quốc vương Ram Khamhaeng ban cho ông tên Farua, theo nghĩa đen là "thiên đường lọt xuống", vì ông có công lao lớn.

## Cuộc sống đầu đời
Magadu sinh ra gần Thaton, có cha là người Shan và mẹ là người Mon. Ông là con cả, có ít nhất hai em trai và một em gái. Khi còn trẻ, Magadu là một thương nhân qua lại giữa Martaban và Sukhothai. Trong thập niên 1270, ông phục vụ cho Quốc vương Sukhothai Ram Khamhaeng (trị vì 1278–1298) trong chuồng voi rồi thăng tiến thành người chỉ huy cận vệ cung điện. Năm 1280, ông bỏ trốn cùng con gái của quốc vương là Me Nang Soy Da (tiếng Thái: แม่นางสร้อยดาว, RTGS: Mae-nang Soidao; "Quý cô Soidao"), và thoát khỏi Sukhothai cùng vài chục tuỳ tòng.

## Vương lên nắm quyền (1281–1287)
Trở lại Martaban, Wareru có mưu đồ đoạt quyền thống đốc tại đây. Theo các biên niên sử Miến Điện, Wareru được cho là yêu cầu người em gái xinh đẹp Hnin U Yaing chọn nơi tắm tại một khúc sông để Thống đốc Aleimma có thể trông thấy. Aleimma hỏi cưới cô, và tại lễ kết hôn Wareru giết vị thống đốc này và trở thành lãnh chúa xứ Martaban. Năm khởi nghĩa là 1281 theo ghi chép tiếng Môn song là năm 1286 theo các ghi chép tiếng Miến.:205–206 Dù sao đi nữa, vương triều Pagan khi đó phải bận tâm trước các cuộc xâm chiếm của người Mông Cổ, nên không thể thực hiện hành động thực tế nào.
Năm 1287, quân Mông Cổ chiếm được Pagan, và quyền lực trung ương sụp đổ trên khắp vương quốc. Nhiều thống đốc công khai khởi nghĩa, đặc biệt là những người tại khu vực hẻo lánh của vương quốc vốn đã cai trị giống như độc lập. Wareru trên lý thuyết đã khởi nghĩa từ năm 1281 (hoặc là 1286) vì chiếm xứ Martaban bằng cách giết thống đốc do triều đình Pagan bổ nhiệm. Wareru lập liên minh với thống đốc của Pegu (Bago) là Tarabya, họ cưới con gái của nhau. Hai lực lượng miền nam này cùng nhau đánh bại quân miền bắc dưới quyền Yazathingyan, là người về sau trở thành đồng sáng lập Vương quốc Myinsaing, và tiếp tục chinh phục toàn bộ Hạ Miến. Sau đó hai thủ lĩnh này bất hoà, và Tarabya bị bắt giữ và hành quyết trong một cuộc giao tranh. Wareru xưng vương vào ngày 4 tháng 4 năm 1287 theo ghi chép tiếng Mon (hoặc 18 tháng 1 năm 1288 theo ghi chép tiếng Miến).

## Trị vì (1287–1307)
Wareru vốn mang một nửa huyết thống người Shan, ông nỗ lực trở thành một người kế nghiệp thích hợp các quốc vương người Mon từng cai trị Hạ Miến trước khi khu vực bị sáp nhập vào Pagan. Ông tuyên bố vương quốc của mình là Ramanna (đất của người Mon) với Martaban là thủ đô. Mặc dù ông vừa đánh bại quân miền bắc, và Pagan đã ngừng tồn tại, song trong thời gian trị vì còn lại Wareru vẫn lo ngại về các cuộc xâm chiếm từ phía bắc.
Nhằm chuẩn bị, ông đảm bảo hậu phương của vương quốc bằng cách gửi cống nạp chính thức cho cha vợ là Ram Khamhaeng. Năm 1293, ông nhận được từ Sukhothai công nhận hoàng gia lẫn quà tặng là một con voi trắng. Tin tức về việc quy phục này kích động phản ứng từ ba anh em thủ lĩnh của Myinsaing, họ phái 8.000 quân đi đánh Martaban vào cuối năm 1293. Nhờ căn cứ được đảm bảo, Wareru đẩy lui thành công quân xâm lược vào đầu năm 1294, và không còn tấn công trong thời gian trị vì còn lại của ông. Mặc dù trên danh nghĩa là một chư hầu của Sukhothai, Wareru cũng lo ngại về ý định của Sukhothai đối với duyên hải Tenasserim. Để củng cố vị thế, vào năm 1298 ông thỉnh cầu và nhận được công nhận từ nhà Nguyên với vị thế là chư hầu trực tiếp, cho dù Sukhothai cũng là một chư hầu của nhà Nguyên.
Tháng 1 năm 1307, Wareru bị các cháu ngoại là con của Tarabya ám sát. Người kế thừa vương vị là em trai Hkun Law.

## Di sản
Với năng lực ngoại giao và danh tiếng là chiến binh ngoan cường, quốc vương sáng lập thành công một vương quốc thống nhất tại Hạ Miến tồn tại trong hai thế kỷ rưỡi. Tuy thế, ông bị dân chúng nhìn nhận là một người Shan tiếm quyền nhiều hơn, họ phấn khởi khi ông bị giết. Wareru chịu trách nhiệm về Dhammathat, (còn gọi là Bộ luật Wareru), sách luật sớm nhất còn tồn tại của Myanmar. Wareru xem xét cải tiến sách luật của Pagan do Shin Dhammavilsa biên soạn, và bổ nhiệm một uỷ ban hoàng gia để biên soạn một luận án luật mới hoàn thiện hơn, Ủy ban tạo ra Bộ luật Wareru, tạo cơ sở của luật tục Myanmar. Giáo sư Robert Lingat bày tỏ rằng Ayudhya là vương quốc Đông Nam Á duy nhất phát triển một bộ luật dân sự, và rằng điều này là kết quả của một loạt công trình mang tên Dhammasattha do những người Mon theo Phật giáo biên soạn, một trong số các văn kiện có ảnh hưởng nhất là đóng góp của Wareru.